# Train (Niederbayern)
 For alternative betydninger, se Train (flertydig). (Se også artikler, som begynder med Train)
Train er en kommune i Landkreis Kelheim i Regierungsbezirk Niederbayern i den tyske delstat Bayern. Den er en del af Verwaltungsgemeinschaft Siegenburg.
Train ligger i landbrugsområdet Hallertau, der er kendt for sin store humleproduktion.